# リンジー・ヴァン
リンジー・ヴァン（Lindsey Van、1984年11月27日 - ）はアメリカ合衆国、ミシガン州デトロイト出身のスキージャンプ選手である。ノルディックスキー世界選手権スキージャンプ女子の初代チャンピオン。

## プロフィール
7歳の時アルペンスキーを始め、1993年、9歳の時ユタ州のユタ・ウインタースポーツパークでスキージャンプを始めた。
2001年1月から2月にかけて行われたFISレディースグランドツアーで総合4位と頭角を現し、2003年のFISレディースグランプリではアネッテ・サーゲン、エヴァ・ガンスターに次ぐ総合3位となった。
2004年のノルディックスキージュニア世界選手権（参加が4か国にとどまったため非公認）では銅メダルを獲得。この年にヴィケルスン（ノルウェー）のフライングで171mの自己最長ジャンプを記録した。コンチネンタルカップでは2004/05シーズン、2005/06シーズン連続してサーゲンに次ぐ総合2位となった。
2009年ノルディックスキー世界選手権で初めて正式種目となった女子個人ノーマルヒルは雪が降りしきる生憎の天候となった。ヴァンは1本目4位タイにつけると2本目97.5mの最長不倒を飛び、サーゲンやウルリケ・グレッスラーらのライバルを抑えて初代女王となった。
2011/12シーズンより始まった女子ワールドカップでは、2戦目のヒンターツァルテン大会で2位に入り、その後ヒンツェンバッハ大会で3位となり、総合5位であった。2年目以降は表彰台に登壇できなかった。
女子個人ノーマルヒルが初めて採用された2014年ソチオリンピックは15位となった。3月のワールドカップルシュノヴ大会の公式練習で転倒し左膝を受傷、十字靭帯部分断裂で手術は成功したが、その後は競技に復帰できず引退となった。

## 主な競技成績

### 冬季オリンピック
- 2014年ソチオリンピック ( ロシア)
  - 個人ノーマルヒル 15位

### 世界選手権
- 2009年リベレツ大会 ( チェコ)
  - 個人ノーマルヒル 1位
- 2011年オスロ大会 ( ノルウェー)
  - 個人ノーマルヒル 34位
- 2013年ヴァル・ディ・フィエンメ大会 ( イタリア)
  - 個人ノーマルヒル 16位

### ワールドカップ
- 通算 2位1回、3位1回 (2013/14シーズンまで)

| シーズン | 順位 | ポイント |
| -------- | ---- | -------- |
| 2011/12  | 5.   | 482      |
| 2012/13  | 8.   | 432      |
| 2013/14  | 34.  | 101      |

### コンチネンタルカップ
- 通算 優勝8回、2位19回、3位17回 (2010/11シーズンまで)

| シーズン | 順位 | ポイント |
| -------- | ---- | -------- |
| 2001/02  | .    | 0        |
| 2004/05  | 2.   | 740      |
| 2005/06  | 2.   | 1159     |
| 2006/07  | 3.   | 1045     |
| 2007/08  | 6.   | 523      |
| 2008/09  | 4.   | 882      |
| 2010/11  | 9.   | 529      |